# Anthrax oedipus
Anthrax oedipus är en tvåvingeart som beskrevs av Fabricius 1805. Anthrax oedipus ingår i släktet Anthrax och familjen svävflugor. Inga underarter finns listade i Catalogue of Life.